# Deborah Dultzin Kessler
Deborah Dultzin Kessler (Monterrey; 9 de outubro de 1945) é uma pesquisadora mexicana em astrofísica. Sua investigação foca-se em quasares e outros centros de galáxias activas.

## Biografia
Nasceu em Monterrey a 9 de outubro de 1945. Sua mãe, a pintora Fredzia Kessler, emigrou para o México desde a Polónia aos 7 anos com seus pais. Seu pai, Leon Aryeh Dultzin, foi um ativista sionista, que emigrou para o México a partir da RSS da Bielorrússia, em 1929. Em 1956 ele foi viver para Israel e ela cresceu com sua mãe. 
Ela tem contado que seu amor à ciência surgiu em sua infância, já que quando era pequena ficava olhando o céu e que uma vez, quando alguém lhe perguntou que queria ser de grande ela respondeu "estrelífera". Entre seus interesses fora da investigação estão a literatura e a música. Canta no Coro Filarmónico Universitário.

## Prémios
- Premeio Cidade Capital Heberto Castillo Martínez na categoria Científicas Mexicanas. (2010)
- Prémio Sor Juana Inés de la Cruz na categoria de Cientistas Mexicanas.
- Prémio Universidade Nacional no área de Investigação em ciências exactas. (2016)